# Runcina africana
Runcina africana é uma espécie de molusco pertencente à família Runcinidae.
A autoridade científica da espécie é Pruvot-Fol, tendo sido descrita no ano de 1953.
Trata-se de uma espécie presente no território português, incluindo a zona económica exclusiva.